# Hesperalbizia occidentalis
Hesperalbizia occidentalis (Palo Esopeta) là một loài đậu trong họ Fabaceae.
Như một cây bản địa nó chỉ được tìm thấy ở México, nơi nó được nguy cơ tuyệt chủng bởi nạn phá rừng.
Từ đồng nghĩa Junior là:
- Albizia obliqua Britton & Rose
- Albizia occidentalis Brandegee
- Albizia plurijuga (Standl.) Britton & Rose
- Albizzia obliqua Britton & Rose (orth.var.)
- Albizzia plurijuga (Standl.) Britton & Rose (orth.var.)
- Leucaena plurijuga Standl.